# Cactus Flats
Cactus Flats est une census-designated place du comté de Graham, dans l'État de l'Arizona, aux États-Unis. En 2020, elle compte une population de 1 524 habitants.